# Sivacobus
Sivacobus — вимерлий вид антилоп, що мешкав у Південній Азії в пліо-плейстоцені. Sivacobus був єдиним відомим представником підродини антилоп Reduncinae, який зустрічався за межами Африки. Раніше азійських редунцинів відносили щонайменше до шести родів, але нові дослідження показують, що лише три види, усі в Sivacobus, дійсні. Більшість записів про цей рід відомі з формації Siwalik Pinjor, яка датується періодом від 2,7 до 0,6 млн років. У 2015 році був описаний новий вид під назвою Sivacobus sankaliai зі скупчення поблизу Гопната, північно-західна Індія. Угруповання було датовано віком менше 200 тисяч років тому, розширюючи часовий діапазон роду на понад 300 000 років.